# Le Samyn 2023
La 55e édition du Samyn, une course cycliste masculine sur route, a lieu en Belgique le 28 février 2023. L'épreuve est disputée sur 209 kilomètres entre Quaregnon et Dour. Elle fait partie du calendrier UCI Europe Tour 2023 en catégorie 1.1 ainsi que de la Coupe de Belgique de 2023.

## Équipes participantes
| WorldTeams (7)- Soudal Quick-Step - Alpecin-Deceuninck - Intermarché-Circus-Wanty - AG2R Citroën Team - Arkéa-Samsic - Team DSM - Trek-Segafredo ProTeams (7)- Bingoal WB - Team Flanders-Baloise - Lotto Dstny - Human Powered Health - Israel-Premier Tech - Q36.5 Pro Cycling Team - Uno-X Pro Cycling Team Équipes continentales (6)- Matériel-vélo.com - Tarteletto-Isorex - Go Sport-Roubaix Lille Métropole - Leopard TOGT Pro Cycling - AT85 Pro Cycling - XSpeed United Continental |
| |

## Classements

### Classement final
| \| Classement général \| Classement général \| Classement général \| Classement général \| Classement général \| \| Coureur \| Coureur \| Pays \| Équipe \| Temps \| \| ------------------ \| -------------------- \| ------------------ \| ------------------------ \| ------------------ \| \| 1er \| Milan Menten \| Belgique \| Lotto Dstny \| 4 h 49 min 28 s \| \| 2e \| Hugo Hofstetter \| France \| Arkéa-Samsic \| + 0 s \| \| 3e \| Edward Theuns \| Belgique \| Trek-Segafredo \| + 0 s \| \| 4e \| Alberto Dainese \| Italie \| Team DSM \| + 0 s \| \| 5e \| Luca Mozzato \| Italie \| Arkéa-Samsic \| + 0 s \| \| 6e \| Søren Kragh Andersen \| Danemark \| Alpecin-Deceuninck \| + 0 s \| \| 7e \| Pierre Gautherat \| France \| AG2R Citroën Team \| + 0 s \| \| 8e \| Mike Teunissen \| Pays-Bas \| Intermarché-Circus-Wanty \| + 0 s \| \| 9e \| Vito Braet \| Belgique \| Team Flanders-Baloise \| + 0 s \| \| 10e \| Andreas Stokbro \| Danemark \| Leopard TOGT Pro Cycling \| + 0 s \| |                      |          |                          |                 |
| |                      |          |                          |                 |
| Source : ProCyclingStats |                      |          |                          |                 |
| Classement général |                      |          |                          |                 |
| Coureur | Coureur              | Pays     | Équipe                   | Temps           |
| 1er | Milan Menten         | Belgique | Lotto Dstny              | 4 h 49 min 28 s |
| 2e | Hugo Hofstetter      | France   | Arkéa-Samsic             | + 0 s           |
| 3e | Edward Theuns        | Belgique | Trek-Segafredo           | + 0 s           |
| 4e | Alberto Dainese      | Italie   | Team DSM                 | + 0 s           |
| 5e | Luca Mozzato         | Italie   | Arkéa-Samsic             | + 0 s           |
| 6e | Søren Kragh Andersen | Danemark | Alpecin-Deceuninck       | + 0 s           |
| 7e | Pierre Gautherat     | France   | AG2R Citroën Team        | + 0 s           |
| 8e | Mike Teunissen       | Pays-Bas | Intermarché-Circus-Wanty | + 0 s           |
| 9e | Vito Braet           | Belgique | Team Flanders-Baloise    | + 0 s           |
| 10e | Andreas Stokbro      | Danemark | Leopard TOGT Pro Cycling | + 0 s           |

### Classements UCI
La course attribue des points au classement mondial UCI 2023 selon le barème suivant :
| Position           | 1er | 2e | 3e | 4e | 5e | 6e | 7e | 8e | 9e | 10e | 11e | 12e | 13e à 15e | 16e à 25e |
| Classement général | 125 | 85 | 70 | 60 | 50 | 40 | 35 | 30 | 25 | 20  | 15  | 10  | 5         | 3         |